# Chhapar
Chhapar là một thành phố và khu đô thị của quận Churu thuộc bang Rajasthan, Ấn Độ.

## Địa lý
Chhapar có vị trí 27°49′B 74°24′Đ / 27,82°B 74,4°Đ Nó có độ cao trung bình là 302 mét (990 foot).

## Nhân khẩu
Theo điều tra dân số năm 2001 của Ấn Độ, Chhapar có dân số 17.855 người. Phái nam chiếm 51% tổng số dân và phái nữ chiếm 49%. Chhapar có tỷ lệ 55% biết đọc biết viết, thấp hơn tỷ lệ trung bình toàn quốc là 59,5%: tỷ lệ cho phái nam là 65%, và tỷ lệ cho phái nữ là 46%. Tại Chhapar, 19% dân số nhỏ hơn 6 tuổi.